# Gérard Edelinck
Gérard Edelinck (Anversa, 20 ottobre 1640 – Parigi, 2 aprile 1707) è stato un pittore e incisore fiammingo.

## Biografia

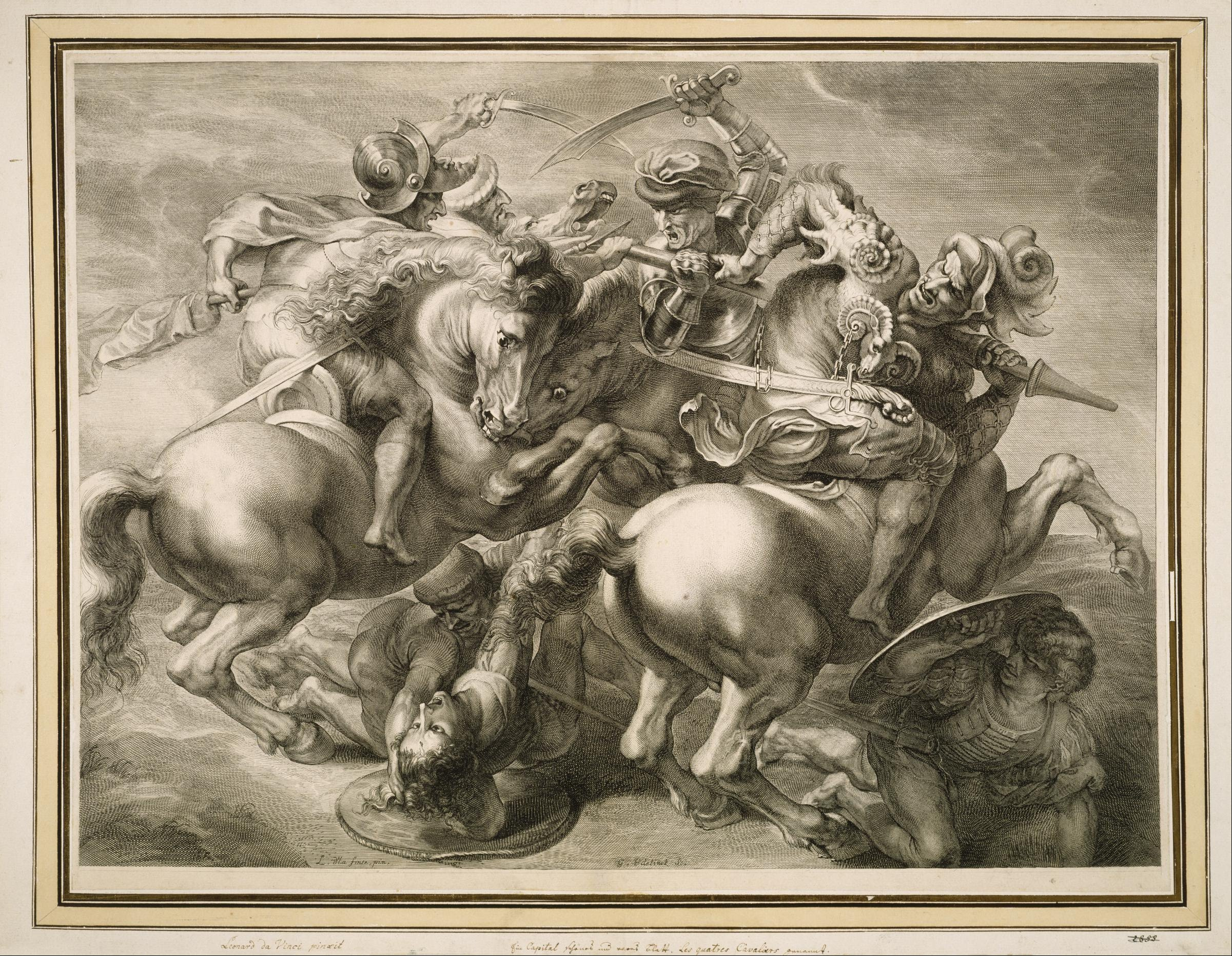
Battaglia di Anghiari, Houston Museum of Fine Arts

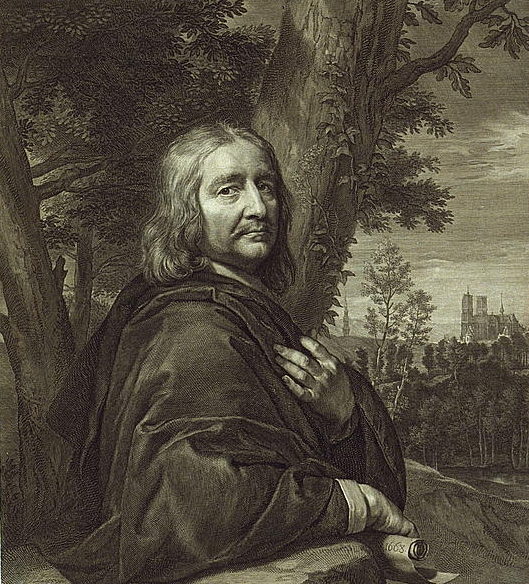
Autoritratto di Philippe de Champaigne, incisione di Gérard Edelinck

Formatosi ad Anversa presso Galle il Giovane, fu a Parigi fin dal 1666. Sposò la nipote di Nanteuil, diresse un laboratorio alla Manifattura dei Gobelins e riprodusse a bulino, con precisione mirabile, parecchi dipinti contemporanei, specialmente di Charles Le Brun, come ad esempio la Famiglia di Dario ai piedi di Alessandro e di ritrattisti come Nicolas de Largillière e Rigaud. La sua opera incisa, composta da 339 pezzi, contiene numerosi ritratti dei grandi personaggi e delle celebrità del suo tempo, come Philippe de Champaigne, lavoro del 1676.